# Otostigmus tidius
Otostigmus tidius är en mångfotingart som beskrevs av Chamberlin 1914. Otostigmus tidius ingår i släktet Otostigmus och familjen Scolopendridae. Inga underarter finns listade i Catalogue of Life.